# Municipio de West Galena
El municipio de West Galena (en inglés: West Galena Township) es un municipio ubicado en el condado de Jo Daviess en el estado estadounidense de Illinois. En el año 2010 tenía una población de 3323 habitantes y una densidad poblacional de 114,59 personas por km².

## Geografía
El municipio de West Galena se encuentra ubicado en las coordenadas 42°24′13″N 90°27′34″O / 42.40361, -90.45944. Según la Oficina del Censo de los Estados Unidos, el municipio tiene una superficie total de 29 km², de la cual 24,6 km² corresponden a tierra firme y (15,18 %) 4,4 km² es agua.

## Demografía
Según el censo de 2010, había 3323 personas residiendo en el municipio de West Galena. La densidad de población era de 114,59 hab./km². De los 3323 habitantes, el municipio de West Galena estaba compuesto por el 93,14 % blancos, el 0,48 % eran afroamericanos, el 0,66 % eran amerindios, el 0,6 % eran asiáticos, el 4,09 % eran de otras razas y el 1,02 % eran de una mezcla de razas. Del total de la población el 8,28 % eran hispanos o latinos de cualquier raza.